# Калотта

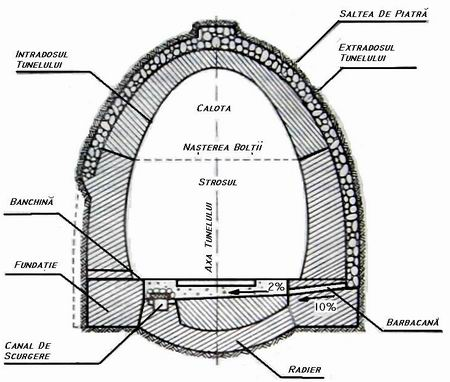
Елементи тунелю.

Кало́тта (від  фр. calotte, букв. — шапочка, купол) — верхня частина (сегмент) вибою при проходженні тунелів, кругле склепіння.
Розміри калотти, конструкція кріплення та технологічні схеми виконання робіт визначаються інженерно-геологічними умовами. У слабких ґрунтах з дерев'яним кріпленням калотти проходять окремими ділянками (кільцями) довжиною 4—6,5 м (а в особливо складних умовах — до 2 м) з інтервалами в 1—3 кільця по довжині тунелю.
Протилежна нижня частина тунельної виробки називається штросою.